# 2023-as U17-es labdarúgó-Európa-bajnokság
A 2023-as U17-es labdarúgó-Európa-bajnokságot Magyarországon rendezték május 17. és június 2. között, 16 csapat részvételével. A franciák voltak a címvédők. Az Európa-bajnokságot a német csapat nyerte.

## Résztvevők
A házigazda Magyarország mellett a következő 15 válogatott vett részt:
| Nemzet        | Részvételi jog               | Európa-bajnoki részvételek száma | Utolsó részvétel | Legjobb eredmény                 |
| ------------- | ---------------------------- | -------------------------------- | ---------------- | -------------------------------- |
| Magyarország  | Rendező                      | 6                                | 2019             | Ötödik hely: (2019)              |
| Szerbia       | Elitkör, 1. csoport győztese | 9                                | 2022             | Elődöntő: (2022)                 |
| Wales         | Elitkör, 2. csoport győztes  | 1                                | —                | Először vesz részt               |
| Hollandia     | Elitkör, 3. csoport győztes  | 15                               | 2022             | Bajnok: (2011, 2012, 2018, 2019) |
| Spanyolország | Elitkör, 4. csoport győztese | 15                               | 2022             | Bajnok: (2007, 2008, 2017)       |
| Portugália    | Elitkör, 5. csoport győztese | 10                               | 2022             | Bajnok: (2003, 2016)             |
| Írország      | Elitkör, 6. csoport győztes  | 6                                | 2019             | Negyeddöntő: (2017, 2018)        |
| Horvátország  | Elitkör, 7. csoport győztes  | 5                                | 2017             | Negyedik hely: (2005)            |
| Franciaország | Elitkör, 8. csoport győztese | 14                               | 2022             | Bajnok: (2004, 2015, 2022)       |
| Skócia        | Elitkör, 2. csoport második  | 7                                | 2022             | Elődöntő: (2014)                 |
| Anglia        | Elitkör, 3. csoport második  | 15                               | 2019             | Elődöntő: (2007, 2015, 2018)     |
| Németország   | Elitkör, 4. csoport második  | 14                               | 2022             | Bajnok: (2009)                   |
| Lengyelország | Elitkör, 5. csoport második  | 4                                | 2022             | Elődöntő: (2012)                 |
| Olaszország   | Elitkör, 6. csoport második  | 11                               | 2022             | Döntő: (2013, 2018, 2019)        |
| Szlovénia     | Elitkör, 7. csoport második  | 4                                | 2018             | Csoportkör: (2012, 2015, 2018)   |
| Svájc         | Elitkör, 8. csoport második  | 9                                | 2018             | Bajnok: (2002)                   |

## Helyszínek
| Budapest                                              | Budaörs          | Felcsút           | Balmazújváros     |
| Hidegkuti Nándor Stadion                              | Árok utcai pálya | Pancho Aréna      | Városi Sportpálya |
| Férőhely: 5322                                        | Férőhely: 1204   | Férőhely: 3816    | Férőhely: 2435    |
|                                                       |                  |                   |                   |
| Balmazújváros Debrecen Telki Budaörs Budapest Felcsút |                  |                   |                   |
| Debrecen                                              | Debrecen         | Telki             | Telki             |
| Nagyerdei stadion                                     | DEAC Stadion     | Telki Edzőközpont | Telki Edzőközpont |
| Férőhely: 20 340                                      | Férőhely: 1500   | Férőhely: 1000    | Férőhely: 1000    |
|                                                       |                  |                   |                   |

## Csoportkör
Sorrend meghatározása
Az Európa-bajnokság csoportjaiban a következő pontok alapján állapították meg a sorrendet:
1. több szerzett pont az összes mérkőzésen;
2. több szerzett pont az azonosan álló csapatok közötti mérkőzéseken;
3. jobb gólkülönbség az azonosan álló csapatok közötti mérkőzéseken;
4. több szerzett gól az azonosan álló csapatok közötti mérkőzéseken;
5. ha két vagy több csapat azonos pontszámmal állt, és az összes fenti kritérium alkalmazása után a csapatok egy része még mindig azonosan állt, az összes fenti kritériumot kizárólag ezekre a csapatokra újra kellett alkalmazni;
6. jobb gólkülönbség az összes csoportmérkőzésen;
7. több szerzett gól az összes csoportmérkőzésen;
8. ha két csapat a felsorolt első hét pont alapján holtversenyben állt úgy, hogy az utolsó csoportmérkőzést egymás ellen játszották (azaz az utolsó csoportmérkőzés, amelyet egymás ellen lejátszottak, döntetlen lett, és a pontszámuk, összesített gólkülönbségük, az összes szerzett góljuk száma is azonos volt) és nincs harmadik csapat, amely velük azonos pontszámmal állt, akkor közöttük büntetőrúgások döntenek a sorrendről;
9. alacsonyabb fair play pontszám (1 pont egy sárga lapért, 3 pont két sárga lapot követő piros lapért, 3 pont egy azonnali piros lapért);
10. jobb UEFA-együttható a csoportkör sorsolásakor;
11. sorsolás.

### A csoport
| Hely. | Csapat           | M | Gy | D | V | G+ | G– | Gk | P | Továbbjutás              |
| ----- | ---------------- | - | -- | - | - | -- | -- | -- | - | ------------------------ |
| 1.    | Lengyelország    | 3 | 2  | 0 | 1 | 10 | 7  | +3 | 6 | Egyenes kieséses szakasz |
| 2.    | Írország         | 3 | 2  | 0 | 1 | 8  | 7  | +1 | 6 | Egyenes kieséses szakasz |
| 3.    | Magyarország (R) | 3 | 1  | 0 | 2 | 8  | 9  | −1 | 3 |                          |
| 4.    | Wales            | 3 | 1  | 0 | 2 | 3  | 6  | −3 | 3 |                          |

| 2023. május 17. 16:30 |

| Lengyelország                                       | 5–1               | Írország |
| --------------------------------------------------- | ----------------- | -------- |
| Skoczylas 13' 49' Szala 43' Borys 54' Kądziołka 66' | (2–1) Jegyzőkönyv | Orazi 5' |

| Hidegkuti Nándor Stadion, Budapest Játékvezető: Attilla Karaoglan (török) |

| 2023. május 17. 20:00 |

| Magyarország                    | 3–0               | Wales |
| ------------------------------- | ----------------- | ----- |
| Simon 43' Szabó 75' Umathum 81' | (1–0) Jegyzőkönyv |       |

| Hidegkuti Nándor Stadion, Budapest Játékvezető: Adam Ladebäck (svéd) |

| 2023. május 20. 16:30 |

| Írország                         | 3–0               | Wales |
| -------------------------------- | ----------------- | ----- |
| Razi 23' Orazi 34' Akachukwu 62' | (2–0) Jegyzőkönyv |       |

| Pancho Aréna, Felcsút Játékvezető: Elchin Masiyev (azeri) |

| 2023. május 20. 20:00 |

| Magyarország                     | 3–5               | Lengyelország                                              |
| -------------------------------- | ----------------- | ---------------------------------------------------------- |
| Varga 55' Simon 69' Molnár 90+3' | (0–2) Jegyzőkönyv | Skoczylas 8' Sznaucner 33' Huras 51' Tomczyk 76' Borys 81' |

| Pancho Aréna, Felcsút Játékvezető: Miloš Milanović (szerb) |

| 2023. május 23. 20:00 |

| Írország                   | 4–2               | Magyarország                |
| -------------------------- | ----------------- | --------------------------- |
| Kehir 5' 61' Melia 24' 31' | (3–1) Jegyzőkönyv | Grante 10' (öngól) Kern 72' |

| Pancho Aréna, Felcsút Játékvezető: Attilla Karaoglan (török) |

| 2023. május 23. 20:00 |

| Wales                             | 3–0               | Lengyelország |
| --------------------------------- | ----------------- | ------------- |
| Biancheri 82' I. Morgan 89' 90+1' | (0–0) Jegyzőkönyv |               |

| Árok utcai pálya, Budaörs Játékvezető: David Dickinson (skót) |

### B csoport
| Hely. | Csapat        | M | Gy | D | V | G+ | G– | Gk | P | Továbbjutás              |
| ----- | ------------- | - | -- | - | - | -- | -- | -- | - | ------------------------ |
| 1.    | Spanyolország | 3 | 2  | 1 | 0 | 6  | 3  | +3 | 7 | Egyenes kieséses szakasz |
| 2.    | Szerbia       | 3 | 1  | 1 | 1 | 5  | 5  | 0  | 4 | Egyenes kieséses szakasz |
| 3.    | Olaszország   | 3 | 1  | 0 | 2 | 4  | 4  | 0  | 3 |                          |
| 4.    | Szlovénia     | 3 | 1  | 0 | 2 | 5  | 8  | −3 | 3 |                          |

| 2023. május 18. 17:00 |

| Szerbia                    | 2–4               | Szlovénia                                          |
| -------------------------- | ----------------- | -------------------------------------------------- |
| Cvetković 66' Petrović 82' | (0–3) Jegyzőkönyv | Pejičić 4' Topalović 10' Jakupović 34' Hrvatin 52' |

| Telki edzőközpont, Telki Játékvezető: Jamie Robinson (északír) |

| 2023. május 18. 20:00 |

| Olaszország       | 1–2               | Spanyolország |
| ----------------- | ----------------- | ------------- |
| Ragnoli Galli 15' | (1–0) Jegyzőkönyv | Guiu 53' 75'  |

| Árok utcai pálya, Budaörs Játékvezető: Miloš Milanović (szerb) |

| 2023. május 21. 16:30 |

| Spanyolország                            | 3–1               | Szlovénia     |
| ---------------------------------------- | ----------------- | ------------- |
| Guiu 28' Mesa 45+1' Yamal 50' (11-esből) | (2–0) Jegyzőkönyv | Topalović 54' |

| Hidegkuti Nándor Stadion, Budapest Játékvezető: Michal Ocenáš (szlovák) |

| 2023. május 21. 20:00 |

| Szerbia                      | 2–0               | Olaszország |
| ---------------------------- | ----------------- | ----------- |
| Maksimović 39' Cvetković 60' | (1–0) Jegyzőkönyv |             |

| Hidegkuti Nándor Stadion, Budapest Játékvezető: Adam Ladebäck (svéd) |

| 2023. május 24. 17:00 |

| Spanyolország | 1–1               | Szerbia        |
| ------------- | ----------------- | -------------- |
| Yamal 78'     | (0–0) Jegyzőkönyv | Maksimović 68' |

| Árok utcai pálya, Budaörs Játékvezető: Damian Sylwestrzak (lengyel) |

| 2023. május 24. 17:00 |

| Szlovénia | 0–3               | Olaszország                  |
| --------- | ----------------- | ---------------------------- |
|           | (0–0) Jegyzőkönyv | Mannini 60' 82' De Pieri 87' |

| Telki edzőközpont, Telki Játékvezető: Elchin Masiyev (azeri) |

### C csoport
| Hely. | Csapat        | M | Gy | D | V | G+ | G– | Gk | P | Továbbjutás              |
| ----- | ------------- | - | -- | - | - | -- | -- | -- | - | ------------------------ |
| 1.    | Németország   | 3 | 3  | 0 | 0 | 10 | 1  | +9 | 9 | Egyenes kieséses szakasz |
| 2.    | Franciaország | 3 | 1  | 1 | 1 | 5  | 5  | 0  | 4 | Egyenes kieséses szakasz |
| 3.    | Portugália    | 3 | 1  | 1 | 1 | 3  | 6  | −3 | 4 |                          |
| 4.    | Skócia        | 3 | 0  | 0 | 3 | 2  | 8  | −6 | 0 |                          |

| 2023. május 17. 16:30 |

| Skócia     | 1–3               | Franciaország                           |
| ---------- | ----------------- | --------------------------------------- |
| Wilson 71' | (0–2) Jegyzőkönyv | Issoufou 5' Gadou 45' Ellis 75' (öngól) |

| Nagyerdei stadion, Debrecen Játékvezető: Elchin Masiyev (azeri) |

| 2023. május 17. 20:00 |

| Portugália | 0–4               | Németország                            |
| ---------- | ----------------- | -------------------------------------- |
|            | (0–2) Jegyzőkönyv | Darvich 32' Kabar 39' Ramsak 59' 90+4' |

| Nagyerdei stadion, Debrecen Játékvezető: Damian Sylwestrzak (lengyel) |

| 2023. május 20. 15:00 |

| Portugália        | 2–1               | Skócia       |
| ----------------- | ----------------- | ------------ |
| Tomé 3' Sousa 20' | (2–0) Jegyzőkönyv | Connolly 88' |

| DEAC Stadion, Debrecen Játékvezető: David Šmajc (szlovén) |

| 2023. május 20. 20:00 |

| Franciaország | 1–3               | Németország                |
| ------------- | ----------------- | -------------------------- |
| Sylla 39'     | (1–0) Jegyzőkönyv | Brunner 56' 63' Ramsak 60' |

| Városi Sportpálya, Balmazújváros Játékvezető: Attilla Karaoglan (török) |

| 2023. május 23. 15:00 |

| Franciaország | 1–1               | Portugália   |
| ------------- | ----------------- | ------------ |
| Gomis 10'     | (1–1) Jegyzőkönyv | Patrício 41' |

| Városi Sportpálya, Balmazújváros Játékvezető: Adam Ladebäck (svéd) |

| 2023. május 23. 15:00 |

| Németország                         | 3–0               | Skócia |
| ----------------------------------- | ----------------- | ------ |
| Darvich 49' Dárdai 54' Wätjen 90+1' | (0–0) Jegyzőkönyv |        |

| DEAC Stadion, Debrecen Játékvezető: Oliver Reitala (finn) |

### D csoport
| Hely. | Csapat       | M | Gy | D | V | G+ | G– | Gk | P | Továbbjutás              |
| ----- | ------------ | - | -- | - | - | -- | -- | -- | - | ------------------------ |
| 1.    | Anglia       | 3 | 2  | 1 | 0 | 5  | 1  | +4 | 7 | Egyenes kieséses szakasz |
| 2.    | Svájc        | 3 | 2  | 1 | 0 | 4  | 1  | +3 | 7 | Egyenes kieséses szakasz |
| 3.    | Horvátország | 3 | 0  | 1 | 2 | 2  | 4  | −2 | 1 |                          |
| 4.    | Hollandia    | 3 | 0  | 1 | 2 | 2  | 7  | −5 | 1 |                          |

| 2023. május 18. 15:00 |

| Svájc             | 2–0               | Hollandia |
| ----------------- | ----------------- | --------- |
| Boteli 49' Zé 54' | (0–0) Jegyzőkönyv |           |

| DEAC Stadion, Debrecen Játékvezető: Michal Ocenáš (szlovák) |

| 2023. május 18. 20:00 |

| Horvátország | 0–1               | Anglia     |
| ------------ | ----------------- | ---------- |
|              | (0–1) Jegyzőkönyv | Nwaneri 8' |

| Városi Sportpálya, Balmazújváros Játékvezető: David Šmajc (szlovén) |

| 2023. május 21. 16:30 |

| Horvátország | 1–2               | Svájc                     |
| ------------ | ----------------- | ------------------------- |
| Levak 32'    | (1–1) Jegyzőkönyv | Xhemalija 9' Akahomen 83' |

| Nagyerdei stadion, Debrecen Játékvezető: Jamie Robinson (északír) |

| 2023. május 21. 20:00 |

| Hollandia  | 1–4               | Anglia                                                                         |
| ---------- | ----------------- | ------------------------------------------------------------------------------ |
| Hartog 71' | (0–1) Jegyzőkönyv | Lewis-Skelly 7' Bal 80' (öngól) Dada-Mascoll 90+3' (11-esből) Oboavwoduo 90+4' |

| Nagyerdei stadion, Debrecen Játékvezető: Damian Sylwestrzak (lengyel) |

| 2023. május 24. 15:00 |

| Hollandia | 1–1               | Horvátország |
| --------- | ----------------- | ------------ |
| Bal 53'   | (0–0) Jegyzőkönyv | Puljić 66'   |

| Városi Sportpálya, Balmazújváros Játékvezető: Radoslav Gidzhenov (bolgár) |

| 2023. május 24. 15:00 |

| Anglia | 0–0         | Svájc |
| ------ | ----------- | ----- |
|        | Jegyzőkönyv |       |

| DEAC Stadion, Debrecen Játékvezető: Lothar D'Hondt (belga) |

## Egyenes kieséses szakasz
|  |              |               |               |               |       |               |               |           |  |  |       |       |       |
|  | Negyeddöntők | Negyeddöntők  | Negyeddöntők  |               |       | Elődöntők     | Elődöntők     | Elődöntők |  |  | Döntő | Döntő | Döntő |
|  | Negyeddöntők | Negyeddöntők  | Negyeddöntők  |               |       | Elődöntők     | Elődöntők     | Elődöntők |  |  | Döntő | Döntő | Döntő |
|  | május 27.    |               |               |               |       |               |               |           |  |  |       |       |       |
|  |              |               |               |               |       |               |               |           |  |  |       |       |       |
|  | A1           | Lengyelország | 3             |               |       |               |               |           |  |  |       |       |       |
|  | A1           | Lengyelország | 3             | május 30.     |       |               |               |           |  |  |       |       |       |
|  | B2           | Szerbia       | 2             |               |       |               |               |           |  |  |       |       |       |
|  | B2           | Szerbia       | 2             |               |       | Lengyelország | Lengyelország | 3         |  |  |       |       |       |
|  | május 27.    |               |               |               |       | Lengyelország | Lengyelország | 3         |  |  |       |       |       |
|  |              |               | Németország   | Németország   | 5     |               |               |           |  |  |       |       |       |
|  | C1           | Németország   | Németország   | Németország   | 5     | 1 (3)         |               |           |  |  |       |       |       |
|  | C1           | Németország   |               |               |       | 1 (3)         | június 2.     |           |  |  |       |       |       |
|  | D2           | Svájc         | 1 (2)         |               |       |               |               |           |  |  |       |       |       |
|  | D2           | Svájc         | 1 (2)         |               |       | Németország   | Németország   | 0 (5)     |  |  |       |       |       |
|  | május 27.    |               |               |               |       | Németország   | Németország   | 0 (5)     |  |  |       |       |       |
|  |              |               | Franciaország | Franciaország | 0 (4) |               |               |           |  |  |       |       |       |
|  | B1           | Spanyolország | Franciaország | Franciaország | 0 (4) | 3             |               |           |  |  |       |       |       |
|  | B1           | Spanyolország | május 30.     |               |       | 3             |               |           |  |  |       |       |       |
|  | A2           | Írország      | 0             |               |       |               |               |           |  |  |       |       |       |
|  | A2           | Írország      | 0             |               |       | Spanyolország | Spanyolország | 1         |  |  |       |       |       |
|  | május 27.    |               |               |               |       | Spanyolország | Spanyolország | 1         |  |  |       |       |       |
|  |              |               | Franciaország | Franciaország | 3     |               |               |           |  |  |       |       |       |
|  | D1           | Anglia        | Franciaország | Franciaország | 3     | 0             |               |           |  |  |       |       |       |
|  | D1           | Anglia        |               |               |       |               |               |           |  |  |       |       |       |
|  | C2           | Franciaország | 1             |               |       |               |               |           |  |  |       |       |       |
|  | C2           | Franciaország | 1             |               |       |               |               |           |  |  |       |       |       |
|  |              |               |               |               |       |               |               |           |  |  |       |       |       |

### Negyeddöntők
| 2023. május 27. 15:00 |

| Lengyelország                                           | 3–2               | Szerbia                   |
| ------------------------------------------------------- | ----------------- | ------------------------- |
| Krzyżanowski 4' Mikołajewski 62' (11-esből) Rejczyk 89' | (1–0) Jegyzőkönyv | Vukojeviċ 51' Subotić 70' |

| Telki edzőközpont, Telki Játékvezető: Elchin Masiyev (azeri) |

| 2023. május 27. 15:00 |

| Németország                | 1–1               | Svájc                              |
| -------------------------- | ----------------- | ---------------------------------- |
| Brunner 49'                | (0–1) Jegyzőkönyv | Boteli 16' (11-esből)              |
| Büntetőpárbaj              |                   |                                    |
| Ramsak Osawe Dárdai Wätjen | 3–2               | Parente Fasano Grando Smith Boteli |

| DEAC Stadion, Debrecen Játékvezető: Jamie Robinson (északír) |

| 2023. május 27. 20:00 |

| Spanyolország                   | 3–0               | Írország |
| ------------------------------- | ----------------- | -------- |
| Granados 22' Guiu 69' Yamal 72' | (1–0) Jegyzőkönyv |          |

| Hidegkuti Nándor Stadion, Budapest Játékvezető: Miloš Milanović (szerb) |

| 2023. május 27. 20:00 |

| Anglia | 0–1               | Franciaország            |
| ------ | ----------------- | ------------------------ |
|        | (0–0) Jegyzőkönyv | Lambourde 89' (11-esből) |

| Városi Sportpálya, Balmazújváros Játékvezető: Attilla Karaoglan (török) |

### Rájátszás az U17-es labdarúgó-világbajnokságért
| 2023. május 30. 15:00 |

| Anglia                                      | 4–2               | Svájc                       |
| ------------------------------------------- | ----------------- | --------------------------- |
| Gray 17' Lovelace 67' Golding 68' Young 76' | (1–1) Jegyzőkönyv | Rufener 45+1' Xhemalija 51' |

| Árok utcai pálya, Budaörs Játékvezető: Damian Sylwestrzak (lengyel) |

### Elődöntők
| 2023. május 30. 16:30 |

| Lengyelország                        | 3–5               | Németország                                                    |
| ------------------------------------ | ----------------- | -------------------------------------------------------------- |
| Mikołajewski 7' Borys 31' Wolski 68' | (2–1) Jegyzőkönyv | Moerstedt 22' Brunner 57' Hermann 65' Ouedraogo 79' Ramsak 83' |

| Pancho Aréna, Felcsút Játékvezető: Michal Ocenáš (szlovák) |

| 2023. május 30. 20:00 |

| Spanyolország | 1–3               | Franciaország                          |
| ------------- | ----------------- | -------------------------------------- |
| Yamal 69'     | (0–0) Jegyzőkönyv | Lambourde 73' Issoufou 80' Gomis 90+1' |

| Pancho Aréna, Felcsút Játékvezető: Adam Ladebäck (svéd) |

### Döntő
| 2023. június 2. 20:00 |

| Németország                                     | 0–0         | Franciaország                                     |
| ----------------------------------------------- | ----------- | ------------------------------------------------- |
|                                                 | Jegyzőkönyv |                                                   |
| Büntetőpárbaj                                   |             |                                                   |
| Darvich Herrmann Dárdai Bulut Brunner Ouédraogo | 5–4         | Kayi Sanda Lambourde Tincres Sangui Sylla Bouabré |

| Hidegkuti Nándor Stadion, Budapest Játékvezető: Atilla Karaoglan (török) |

| A 2023-as U17-es labdarúgó-Európa-bajnokság győztese |
| ---------------------------------------------------- |
| NÉMETORSZÁG 4. cím                                   |

## Gólszerzők
4 gólos
| - Paris Brunner - Robert Ramsak | - Marc Guiu | - Lamine Yamal |  |

3 gólos
| - Karol Borys | - Mateusz Skoczylas |  |

2 gólos
| - Isaiah Dada-Mascoll - Tidiam Gomis - Yanis Ali Issoufou - Mathis Lambourde - Noah Darvich - Simon Benedek | - Mattia Mannini - Daniel Mikołajewski - Luke Kehir - Mason Melia - Ikechukwu Orazi - Mihajlo Cvetković | - Andrija Maksimović - Luka Topalović - Winsley Boteli - Demir Xhemalija - Iwan Morgan |  |

1 gólos
| - Sergej Levak - Ljubo Puljić - Michael Golding - Archie Gray - Myles Lewis-Skelly - Zak Lovelace - Ethan Nwaneri - Justin Oboavwoduo - Kadan Young - Joane Kouakou Gadou - Fodé Sylla - Dárdai Bence - Charles Herrmann - Almugera Kabar - Max Moerstedt - Assan Ouedraogo - Kjell-Arik Wätjen - Kern Martin | - Molnár Csaba - Szabó Szilárd - Umathum Ádám - Varga Zétény - Giacomo De Pieri - Federico Ragnoli Galli - Jesse Bal - Jasper Hartog - Mike Huras - Szymon Kądziołka - Jakub Krzyżanowski - Filip Rejczyk - Dominik Szala - Maksymilian Sznaucner - Oskar Tomczyk - Filip Wolski - Nuno Patrício - Gonçalo Sousa | - Olívio Tomé - Romeo Akachukwu - Najemedine Razi - Lennon Connolly - Rory Wilson - Andrej Petrović - Andrej Subotić - Veljko Vukojević - Rene Hrvatin - Aldin Jakupović - David Pejičić - Alejandro Granados - Óscar Mesa - Marvin Akahomen - Elio Rufener - Arlet Junior Zé - Gabriele Biancheri |  |

öngólos
| - Jake Grante (Magyarország ellen) | - Ruari Ellis (Franciaország ellen) |  |

## Kijutottak a 2023-as U17-es labdarúgó-világbajnokságra
A következő válogatottak kijutottak a 2023-as U17-es labdarúgó-világbajnokságra:
| Részvételi jog                                  | Csapat        |
| ----------------------------------------------- | ------------- |
| 1. negyeddöntő győztese                         | Lengyelország |
| 2. negyeddöntő győztese                         | Németország   |
| 3. negyeddöntő győztese                         | Spanyolország |
| 4. negyeddöntő győztese                         | Franciaország |
| Rájátszás az U17-es labdarúgó-világbajnokságért | Anglia        |